# Valerian Grigor'evič Madatov
Il principe Valerian Grigor'evič Madatov (in russo Валериан Григорьевич Мадатов?, in armeno Ռոստոմ Մադաթյան?, Rostom Madatyan) (Avetaranots, 1782 – Šumen, 4 settembre 1829) è stato un generale russo.

## Gioventù
Madatov nacque col nome di Rostom Madatyan nel 1782 ad Avetaranots, un villaggio della storica contea Varanda di Nagorno Karabakh, in una piccola famiglia nobile armena, ottenendo il titolo di melik (principe). All'età di 15 anni abbandonò Karabakh per trasferirsi a San Pietroburgo cercando di sostenere Caterina II di Russia nel suo tentativo di abolire il controllo musulmano della regione.

## Carriera militare
A San Pietroburgo il giovane Madatov si unì al reggimento Preobraženskij della Guardia imperiale con il grado di praporshik, e passo i successivi dieci anni addestrandosi e guadagnandosi i gradi ufficiali più bassi. Partecipò al suo primo combattimento nel 1808 sul Danubio durante l'assalto alla fortezza di Brailov, in cui ricevette il primo encomio. Nel 1810 Madatov si unì al reggimento di Ussari Aleksandriya col grado di capitano, per poi passare ad essere maggiore. La sua prima grande esperienza di combattimento fu la guerra russo-turca (1806-1812). Il suo operato contro i turchi gli valse l'assegnazione, l'11 aprile 1811, dell'Ordine di San Giorgio di 4º grado. Durante l'invasione napoleonica della Russia comandò un distaccamento, ed operò con successo a Kobryn e Barysaŭ, così come durante la conquista di Vilnius. Nel 1812 Madatov ottenne il grado di colonnello. L'anno successivo fu ferito a Lipsia. Non ancora guarito completamente, Madatov marciò con i propri uomini su Parigi. Rimase in Francia con il compito di comandante delle forze d'occupazione e di comandante della brigata di Ussari.
Il maresciallo di campo Hans Karl von Diebitsch definì Madatov "il Murat russo". Fu richiamato nel 1815 per prendersi carico del Caucaso, dato che conosceva la regione e che parlava la maggior parte delle lingue parlate in quell'area. Riuscì a consolidare il potere russo stringendo un trattato di pace con i governanti locali. Nel 1816 Madatov fu nominato comandante in capo delle forze russe del khanato del Karabakh. Nel 1818 Aleksej Petrovič Ermolov soggiogò i Ceceni con l'aiuto di Madatov.
Nel 1826 la Persia attaccò il Karabakh, dando il via alla guerra russo-persiana. Madatov corse a Tbilisi per prendere il comando dei suoi uomini e ricacciare i persiani a sud del Caucaso. I 2000 uomini di Madatov ricacciarono i 10000 persiani fin sulle rive del fiume Shamkhor riconquistando Ganja il 5 settembre. Dopo aver appreso la notizia, il principe ereditario di Persia Abbas Mirza tolse l'assedio a Shusha e marciò verso Ganja. I rinforzi russi guidati da Ivan Fëdorovič Paskevič giunsero appena in tempo per unirsi a Madatov, dando vita ad un corpo da 8000 unità guidate dallo stesso Paskevich. Nei pressi di Ganja sconfissero i persiani obbligandoli a fare ritorno in Persia oltrepassando il fiume Aras. Il 28 settembre dello stesso anno Madatov fu nominato tenente generale.
Concluse la propria carriera combattendo di nuovo i turchi sul Danubio nel corso della guerra russo-turca (1828-1829). Il 4 settembre, due giorni dopo la firma della pace che pose fine alla guerra, Madatov morì a causa di una malattia all'apparato respiratorio, aggravata a causa della dura marcia sostenuta durante la guerra. I suoi resti furono sepolti nel Cimitero Tichvin presso il Monastero Aleksander Nevskij di San Pietroburgo.